# Anna Nurmuchambietowa
Anna Sagtanowna Nurmuchambietowa (ros. Анна Сагтановна Нурмухамбетова; ur. 28 lipca 1993 w Kokczetaw) – kazachska sztangistka, srebrna medalistka igrzysk olimpijskich.

## Kariera
Na igrzyskach olimpijskich w Londynie w 2012 roku wywalczyła srebrny medal w wadze lekkociężkiej. W zawodach tych rozdzieliła na podium Rim Jong-sim z Korei Północnej i Kolumbijkę Ubaldinę Valoyes. Pierwotnie Nurmuchambietowa zajęła piąte miejsce, jednak w latach 2016-2020 zdyskwalifikowane za doping zostały Rumunka Roxana Cocoș (2. miejsce), Maryna Szkiermankowa z Białorusi (3. miejsce) i Dzina Sazanawiec z Białorusi (4. miejsce), a srebrny medal przyznano Kolumbijce. Był to jej jedyny start olimpijski.